# Housewife

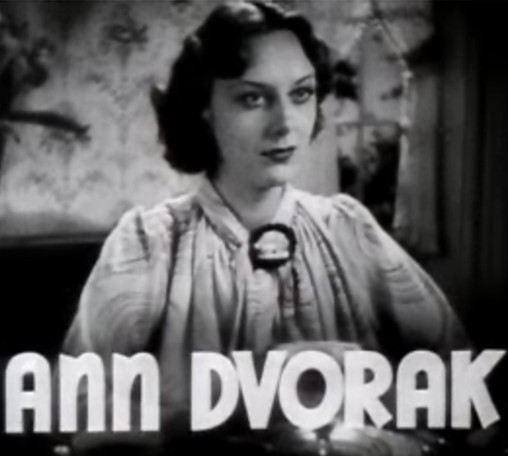
Ann Dvorak en una escena del film

Housewife és una pel·lícula estatunidenca dirigida per Alfred E. Green i estrenada l'any 1934.

## Argument
Després de set anys com a publicista, Bill Reynolds (George Brent), animat per la seua dona Nan (Ann Dvorak), deixa la seua ocupació i obre una agència pròpia. El seu únic client en perspectiva, Paul Dupree (John Hallyday), fabricant de cosmètics, contracta finalment una campanya que consisteix en un anunci radiofònic cantat, gràcies al fet que Nan fa que Bill begui prou com per perdre tota inhibició i presentar degudament les seues idees. Patricia Berkeley (Bette Davis), una bona publicista i exnúvia de Bill, posa fil a l'agulla i escriu per a Dupree una cançoneta comercial, tan enganxosa que el públic no triga a taral·lejar-la a tot arreu. Com a conseqüència, d'altres empresaris s'afanyen a bombardejar Bill amb ofertes. Patricia convida Bill a reprendre la seua relació, aconseguint així que ell se senti afalagat. Nan, afligida per la ufanor i els enganys de Bill, tracta de provocar gelosia al seu marit permetent que Dupree la festegi. Quan ell es mostra indiferent davant els seus estratagemes, ella li diu que ha d'acomiadar Patricia. Bill s'hi nega i demana el divorci a Nan, i, quan aquesta es resisteix, es trasllada, disgustat, al seu club. L'endemà, en tornar per a recollir les seues coses, Bill lesiona accidentalment el seu fill Buddy (Ronald Cosbey), el qual ha de ser portat urgentment a l'hospital. Abans que el metge els asseguri que el noi es recuperarà del tot, Nan reconsidera la petició de Bill i accedeix al divorci. Patricia, ara segura de si mateixa, fa comentaris menyspreadors sobre Nan i Bill surt en defensa d'aquesta. En fer-ho, s'adona que encara estima Nan i admet que ella ha estat la força que l'ha impulsat a l'èxit. Quan arriba el moment de discutir el divorci davant del tribunal, ell admet el seu error i prega a Nan que li doni una altra oportunitat. Patricia, després d'haver perdut a Bill un cop més, surt definitivament de la seua vida.

## Crítica
- "És característic del mal boxejador errar els seus cops de puny. En Housewife els cops dramàtics no només es desvien del seu camí, sinó que, fins i tot, acaben perdent-se de vista. I l'element més inesperat del film és la sorprenent regularitat amb la qual l'inesperat deixa de succeir ... El senyor Brent i la senyoreta Dvorak actuen tan bé com es podria esperar, però la senyoreta Davis resulta una mica massa òbvia en el seu paper de sirena."[2]

## Repartiment
- Bette Davis
- George Brent
- Ann Dvorak
- John Halliday
- Ruth Donnelly
- Hobart Cavanaugh
- Robert Barrat
- Joseph Cawthorn
- Phil Regan
- Willard Robertson
- Ronald Cosbey
- Leila Bennett
- William B. Davidson
- John Hale[1]